# Cover (Joan as Policewoman)
Cover è un album discografico costituito da cover della cantautrice e polistrumentista statunitense Joan as Policewoman (il terzo dell'artista), pubblicato nel 2009.

## Tracce
1. Fire (Jimi Hendrix) – 5:14
2. Overprotected (Britney Spears) – 2:53
3. Ringleader Man (T-Pain) – 3:34
4. Baby (Iggy Pop) – 4:10
5. Whatever You Like (T.I.) – 4:23
6. Lady (Adam and the Ants) – 3:15
7. She Watched Channel Zero!? (Public Enemy) – 5:13
8. Sacred Trickster (Sonic Youth) – 2:43
9. Sweet Thing (David Bowie) – 3:13
10. Keeper of the Flame (Nina Simone) – 8:53